# Gnib
gnib（グニブ）とは、検索エンジン「Microsoft Bing」のミラーサイトである。

## 特徴
gnibは、elgooGと同様に、入力文字が全て反転する。
しかし、elgooGとは異なる点もある。以下に例を挙げる。
- マルチバイト文字の入力・検索が可能である。
- Microsoft Bingの検索候補や、以前の検索も表示される。
- Microsoftアカウントによるログインが可能。
- 常に関連サイト（elgooGや、パックマンなど）のリンクが下に表示される。

このサイトが検閲をかいくぐるためのサイトかどうかは不明。
また、ジョークサイトとして取り上げられることもしばしばある。
Microsoft Bingと異なる点は、反転しているところと、関連サイトへのリンクが表示される点程度である。